# Museo della vite e del vino (Cafayate)
Il museo della vite e del vino di Cafayate (in spagnolo, Museo de la Vid y el Vino) è uno spazio museale dedicato alla storia del vino e situato in provincia di Salta, nel nord dell'Argentina.
Integrato al percorso della ruta del vino de Salta (la strada del vino considerata come la più alta del mondo), il museo della vite e del vino è costruito sul sito di un edificio preesistente conosciuto come La Bodega Encantada.
Concepito dallo sceneggiatore Héctor Berra e dall'architetto Gustavo Borlasca, lo spazio museale - che unisce sapientemente architettura e tecnologia - è diviso in due sezioni; l'una chiamata, "Memoria della vite", propone uno spettacolo con tecniche di visualizzazione innovative con effetti scenici, presentazioni multimediali e programmi audiovisivi; l'altra, denominata "Memoria del vino", è allestita nel vecchio edificio dove è narrata la storia del vino di Cafayate e delle valli Calchaquies nonché la cultura della vite dai gesuiti, i primi produttori di vino.